# Cantonul Paray-le-Monial
Cantonul Paray-le-Monial este un canton din arondismentul Charolles, departamentul Saône-et-Loire, regiunea Burgundia, Franța.

## Comune
- Hautefond
- L'Hôpital-le-Mercier
- Nochize
- Paray-le-Monial (reședință)
- Poisson
- Saint-Léger-lès-Paray
- Saint-Yan
- Versaugues
- Vitry-en-Charollais
- Volesvres